# Dana Corporation
Dana Incorporated ou Dana Holding Corporation est un équipementier automobile américain, spécialisé dans les groupes motopropulseurs, les axes mécaniques, les arbres de transmission, les boîtes de vitesses, les produits de gestion thermique (les radiateurs) ainsi que les pièces de rechange en général.
Fournissant la majorité des grands constructeurs automobiles américains et internationaux, la société est installée à Maumee (Ohio), aux États-Unis
Elle emploie environ 36 300  personnes dans le monde.

## Histoire

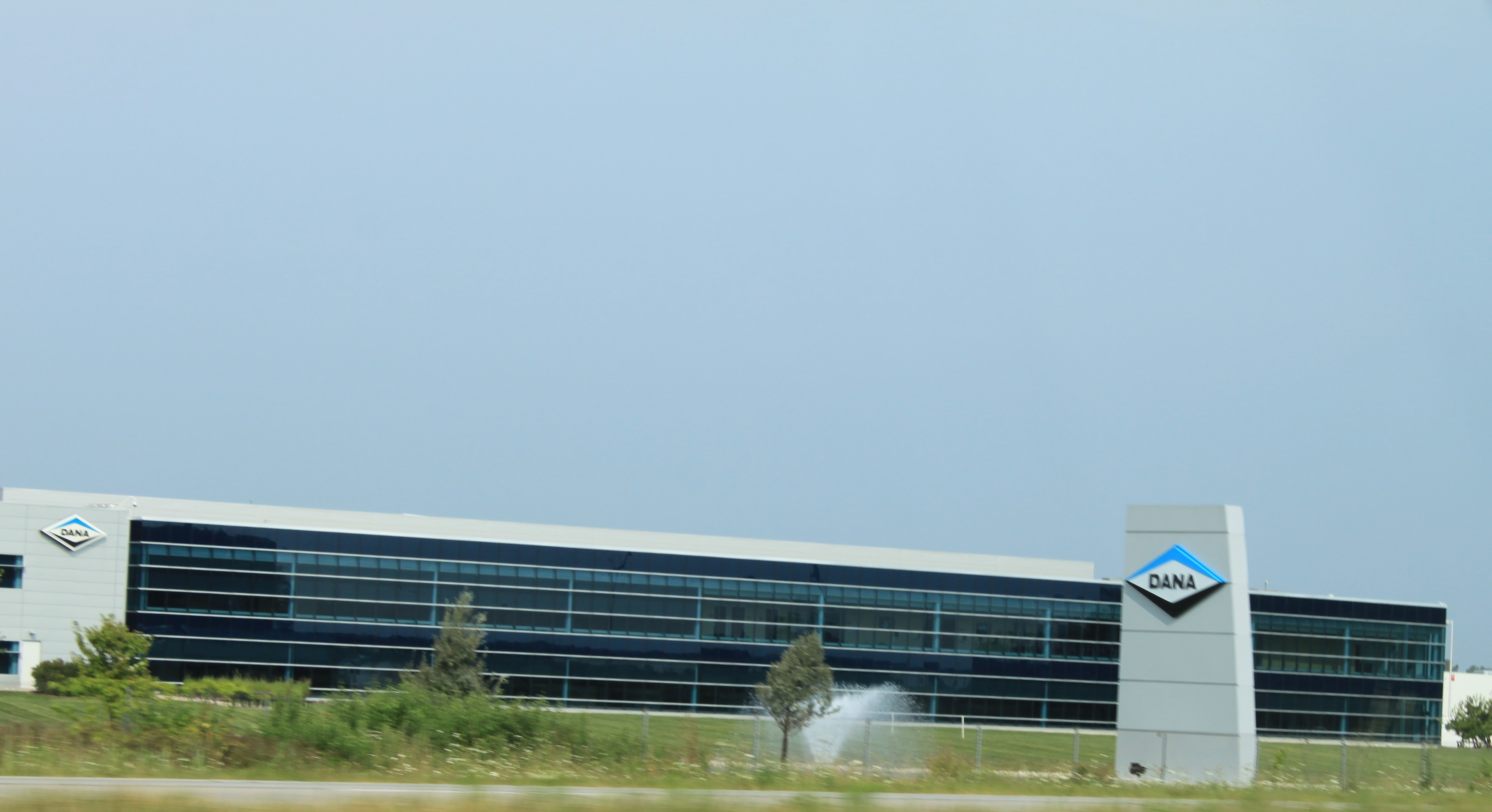
Siège social de Dana

1904 - Clarence W. Spicer, ingénieur, inventeur et fondateur de la société débute avec la fabrication de joints de cardan dans un atelier à  Plainfield, dans le New Jersey.
1905 - Spicer Manufacturing Company Universal rachète la société.
1909 - La société change de nom et devient Spicer Manufacturing Company.
1910 - Spicer Manufacturing Company déménage South Plainfield dans le New Jersey.
1914 - Charles A. Dana (philanthrope) rejoint la société.
1916 - Dana devient Président et Trésorier. L'entreprise est rebaptisée "Dana Corporation".
1928 - Dana Corporation déménage à Toledo (Ohio).
2006 - Dana dépose son bilan 

## Principaux actionnaires
Au 7 avril 2020.
| The Vanguard Group             | 9,19% |
| AllianceBernstein              | 4,86% |
| Dimensional Fund Advisors      | 4,06% |
| BlackRock Fund Advisors        | 3,91% |
| Franklin Mutual Adviser        | 3,77% |
| Lehman Brothers                | 3,54% |
| WEDGE Capital Management       | 3,54% |
| SSgA Funds Management          | 3,21% |
| The London Company of Virginia | 3,04% |
| Frontier Capital Management    | 2,77% |

## Produits fabriqués
Les principaux produits sont : essieus, arbres de transmision, cardans et des produits de gestion thermique.

### Divisions
- Véhicules légers
- Véhicules utilitaires
- Tout terrain
- Industrie
- Après vente